# Thorsten Polleit
Thorsten Polleit (* 4. Dezember 1967 in Münster) ist ein deutscher Ökonom. Er war Chefökonom der Degussa Sonne/Mond Goldhandel, Partner der Polleit & Riechert Investment Management LLP und Honorarprofessor an der Universität Bayreuth. Polleit ist Präsident und Gründer des Ludwig von Mises Institut Deutschland, des deutschen Ablegers des US-amerikanischen Ludwig von Mises Institute. Er vertritt anarchokapitalistische Positionen.

## Leben
Thorsten Polleit studierte von 1988 bis 1993 Wirtschaftswissenschaften an der Westfälischen Wilhelms-Universität in Münster, an der er 1995 bei Manfred Borchert (Geld und Währung) promovierte.
Von 1997 bis 2000 arbeitete er für ABN AMRO, danach für Barclays Capital, bis er 2012 als Chefvolkswirt zu Degussa Goldhandel GmbH wechselte. Deren Eigentümer August von Finck und Polleit setzten darauf, dass „das anlagefreudige Publikum immer eine Art Grundpanik verspürt“ und in Edelmetalle investiere. Sie profitierten von der Angst, die die Neue Rechte verbreite, schrieb Johannes Boie in der Süddeutschen Zeitung.
Im Sommer 2014 erhielt Polleit einen Ruf als Honorarprofessor für Volkswirtschaftslehre an die Universität Bayreuth. Seine Lehr-, Interessen- und Forschungsschwerpunkte sind Kapitalmarkttheorie, Geldpolitik und -theorie und insbesondere die Österreichische Schule der Nationalökonomie.
Er ist, zusammen mit Matthias Riechert, Gründungsmitglied und Partner von Polleit & Riechert Investment Management LLP.

## Arbeitsgebiet und Standpunkte
Polleit ist Anhänger der Österreichischen Schule der Nationalökonomie – insbesondere in der Ausprägung, die auf den Arbeiten von Ludwig von Mises aufbaut – und sieht den Staat als Quelle wirtschaftlicher, sozialer und politischer Störungen an. Er vertritt zusammen mit Hans-Hermann Hoppe die Position, dass der Staat „ethisch-freiheitlich inakzeptabel“ sei und „alle seine Tätigkeiten“ sich „privatisieren beziehungsweise im Zuge freier Marktaktivitäten bereitstellen“ ließen.
Die Kernursache der internationalen Finanz- und Wirtschaftskrise identifiziert er im Papier- beziehungsweise Fiat-Geldsystem. Dieses ist aus Polleits Sicht eine unmittelbare Folge einer Gesellschafts- und Wirtschaftsordnung, in der der Staat und die von ihm begünstigten Gruppen danach streben, die Einkommens- und Vermögensumverteilung nicht dem freien Markt, sondern politischen Entscheidungen zu überlassen.

## Veröffentlichungen (Auswahl)
- Finanzierung, Disintermediation und Geldpolitik: Formen der einzelwirtschaftlichen Finanzierung in der Bundesrepublik Deutschland und ihre Auswirkungen auf die Geldpolitik der Deutschen Bundesbank (= Uni-Press-Hochschulschriften, Band 51). Zugleich: Dissertation, Universität Münster 1995. Lit, Münster 1995, ISBN 978-3-8258-2607-9.
- mit Michael von Prollius: Geldreform. Vom schlechten Staatsgeld zum guten Marktgeld. Lichtschlag Medien und Werbung, Grevenbroich 2010, ISBN 978-3-939562-20-7.
- mit Ansgar Belke: Monetary Economics in a Globalised Financial System. Springer, Berlin / Heidelberg 2010, ISBN 978-3642146381.
- Der Fluch des Papiergeldes. FinanzBuch-Verlag, München 2011, ISBN 978-3-89879-671-2.
- als Hrsg.: Ludwig von Mises. Leben und Werk für Einsteiger. FinanzBuch-Verlag, München 2013, ISBN 978-3-89879-824-2.
- Ludwig von Mises für jedermann: der kompromisslose Liberale. Frankfurter Allgemeine Buch, Frankfurt am Main 2018, ISBN 978-3-95601-043-9; Neuauflage: FinanzBuch-Verlag, München 2022, ISBN 978-3-95972-529-3.
- Vom intelligenten Investieren: zeitlose Prinzipien für erfolgreiche Investments. FinanzBuch-Verlag, München 2019, ISBN 978-3-95972-134-9.
- Mit Geld zur Weltherrschaft. FinanzBuch-Verlag, München 2020, ISBN 978-3-95972-304-6.